# Pascal Vrebos
Pascal Vrebos — né le 26 mai 1952 à Bruxelles (Belgique) — est un homme de radio et de télévision belge. Il est également professeur et auteur dramatique ayant obtenu plusieurs prix. Il a été membre du Conseil supérieur de la Justice en Belgique de 1999 à 2008.

## Biographie
Après avoir fait des études de Philologie romane à l'ULB et de sémiologie à Paris, il commence à travailler à la RTBF. Il entre ensuite à Bel RTL en 1992 où il s'occupe de la revue de presse, des chroniques, puis de Bel RTL soir. Simultanément il anime sur RTL-TVi des émissions culturelles comme Livres et vous ou la Plume et la souris. Mais c'est surtout avec l'émission dominicale Controverse qu'il se fait connaître du grand public, avec 800 émissions qu'il a produit et présenté du dimanche 5 janvier 1992 au 8 janvier 2012. Il a également présenté L'invité du dimanche 3 septembre 2000 au 18 juin 2023, soit 830 numéros.  
Parallèlement à cette activité médiatique, Pascal Vrebos enseigne la sémiologie, la stylistique et l'analyse textuelle à la Haute École Francisco Ferrer et au Conservatoire royal de Bruxelles. Il enseigne aussi à l'ULB l'Éducation aux Médias. Il a également une importante production littéraire, principalement pour le théâtre. Il a été traduit dans de nombreuses langues et joué dans de nombreux pays. Il a obtenu le Prix de la société des auteurs et compositeurs dramatiques pour l'ensemble de son œuvre, ainsi que le Prix Claude de Groulart en 1996.
Il est l'auteur de multiples publications dont Le Gorbatchoc, les Ultimes Entretiens avec Henry Miller. 
Il est, en outre l'auteur d'une trentaine de pièces de théâtre jouées en France, en Allemagne et aux États-Unis, traduites en néerlandais, en allemand et en anglais.
Extrait du "Nouveau dictionnaire des Belges" (1993)
“Pascal VREBOS : Écrivain, dramaturge, sémiologue, pédagogue et journaliste. Il enseigne au Conservatoire de Bruxelles, à l'Académie des Beaux-Arts et à l'Institut Cooremans. 
Il se consacre à un journalisme à la fois d'investigation et de satire, dont témoignent ses grands reportages sur la fin du régime soviétique, le récit de sa rencontre avec Henry Miller dont il a tiré un livre, ses interviews imaginaires pour l'Instant ou ses entretiens au petit matin qu'il a réalisés aussi bien pour la RTBF que maintenant pour RTL/TVI et Bel RTL.
Il est, en outre, l'auteur d'une dizaine de pièces de théâtre jouées en France, en Allemagne et aux États-Unis. Il a reçu de nombreux prix littéraires, dont celui de la SACD pour l'ensemble de son œuvre.
Personnage polyvalent, il traduit d'abord par l'imaginaire, dans son théâtre, puis par l'exploration directe, dans le cadre de ses recherches sur le terrain, les inquiétudes que lui inspire le monde contemporain.”

## Bibliographie

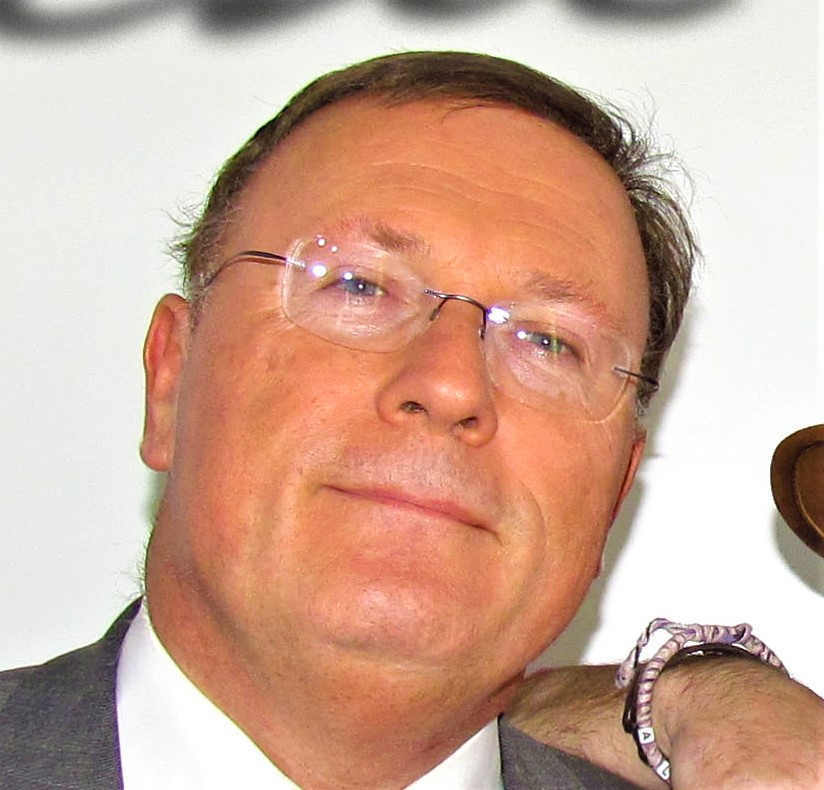
Pascal Vrebos, Télévie 2012

## Dramaturgie
- Le Mot magique[4], Bruxelles, 1969.
- L'Agenda orange[5], Bruxelles, 1971.
- Tête de truc[6], Bruxelles, 1973.
- Le Jeu du Grand-Hornu, Hornu, 1974.
- Cyclochoc, Bruxelles, 1975.
- Réincarne-toi, Polycarpe !, Paris, 1974.
- Yalta 2000, Bruxelles, 1978.
- Entre-chats, Bruxelles, 1978.
- Follies parade, Bruxelles, 1981.
- Sade sack, Hollywood, 1984.
- L'Ultime Hallucination, Bruxelles, 1985.
- Les Rendez-vous de Juliette, Vienne, 1986
- La Piaule, Paris, 1987.
- L'Avare II, création Bruxelles, 1998.
- Ah quel beau couple, Bruxelles, 1996, inédit
- Crime magistral ou L'homme descend du songe, Bruxelles, 1999.
- L'Imbécile, Bruxelles, 2000.
- La Solitude du pénis, 2002, inédit
- Le Bigame, 2002
- Le Nain de Patmos, Théâtre de la Valette, 2006
- Les Imposteurs, Théâtre de la Valette, 2007
- L'Éprise, Théâtre du Parc, 2008
- Viol d'une cerise noire, 2008
- Le monstre que je suis, 2008
- Lady Camilla ou le Choix du prince, 2011